# بنت الشاطئ (فلم)
بنت الشاطئ فيلم دراما مصري  للمخرج الفلسطيني محمد صالح الكيالي (1918 - 1977) الذي قام بكتابة القصة والسيناريو والحوار. الفيلم من بطولة شادية ومحسن سرحان وفريد شوقي  وتدور الأحداث حول زينب، يتيمة الأب والأم، التي تتزوج محسن بالرغم من أنه يحب جيهان ابنة شريكه، والتي هي في الواقع تحب ابن عمها.
صدر الفيلم إلى دور العرض المصرية في 28 أغسطس 1952.
منح موقع قاعدة بيانات الأفلام العربية «السينما.كوم» الفيلم درجة 6/ 10.

## القصة
يمتلك الشريكين الحاج علي (عبد الوارث عسر) ورمزي بيه (سراج منير) شركة بمنطقة أبو قير لصيد الأسماك، ويعمل بالشركة المهندس محسن (محسن سرحان) ابن الحاج علي، ويحب جيهان (لولا صدقي) ابنة رمزي بيه، غير أن ابن عمها الشاب الفاسد جاسر (فريد شوقي) يحبها أيضاً، ويرفض عمه رمزي بيه أن يزوجها له، لفساد أخلاقه وانضمامه لعصابة لتهريب المخدرات، لذلك تم طرده من الشركة بناء على توصية جاءت من الريس حسن (فاخر فاخر) رئيس الصيادين، ولكن الأخير أصيب بسكتة قلبية مات على إثرها، فأصيبت إبنته الوحيدة زينب (شادية) بصدمة عصبية، ولأنها وحيدة فقد نقلها محسن لمستشفى الدكتور ماهر (محمود المليجي) الذي اعتنى بها حتى شفيت تماماً. تخرج زينب من المستشفى وتنفيذاً لوصية والدها يستضيفها محسن في منزل والده الحاج علي، وتقوم عمته أمينه (ماري منيب) على رعايتها. تعشق العمة أمينة الفن وتتولى تعليم زينب العزف على البيانو والعود، والغناء، كما تعلمها العناية بنفسها وإستخدام مستحضرات التجميل حيث أن زينب ابنة الشاطئ الفقيرة لها تقاليد مختلفة. تصبح زينب أقرب لأهل المدن، وبينما ينشغل محسن بحبيبته جيهان التي كانت تتمتع بحرية زائدة، أثارت حفيظة محسن ووالده الحاج علي، وبالأخص عندما توقعها تصرفاتها في مشاكل مع ابن عمها جاسر، الهارب من الشرطة بعد القبض على عصابته. يطارد جاسر ابنة عمه جيهان في كل مكان، حتى انه يحاول الاعتداء عليها، مما دعا عمه رمزي بيه لابلاغ الشرطة عن مكانه، ويتم القبض عليه وسجنه ثلاث سنوات. يصرف محسن نظره عن الزواج بجيهان خوفاً من اسلوبها في الحياة، وفى غمرة قراره المتسرع، يستمع لنصيحة والده ويتزوج من زينب، التي كان الرجل الوحيد الذي عرفته، وترى فيه البطولة والقوة والجاه والثروة والقلب الرحيم. تخلص زينب لمحسن وتشعر بأنها حازت الدنيا ومافيها، ولكن محسن كان مشغولا بجيهان، فلن تستقيم حياته مع زينب، التي لم تشعر بالسعادة الزوجية مع محسن، فضحت بنفسها وطلبت منه ان يحقق أمله بالزواج من جيهان. يتزوج محسن من جيهان التي استقامت حياتها أخيراً، وانصرف بكل كيانه نحو جيهان، غير أن حمل زينب وانجابها جعل محسن يتحول إلى زينب مرة أخرى. تطلب جيهان من محسن تطليق زينب، وقوبل طلبها بالرفض من الجميع. يخرج جاسر من السجن، ويهدد بقتل محسن أن لم تهرب معه جيهان، التي وافقته حتى تبعده عن محسن. تتمكن جيهان من التخلص من جاسر بعد ان طعنته، لكنه يطاردها ويطلق عليها النار فيقتلها، وتطارده الشرطة وتقتله. تنجب زينب طفلها الثاني، وتعيش في سعادة مع محسن.

## طاقم التمثيل
- شادية: في دور زينب
- محسن سرحان: في دور محسن (مهندس بشركة والده الحاج علي)
- فريد شوقي: في دور جاسر (ابن عم جيهان)
- عبد الوارث عسر: في دور الحاج علي (والد محسن)
- سراج منير: في دور رمزي بيه (شريك الحاج علي في شركة الأسماك)
- لولا صدقي: في دور جيهان (ابنة رمزي بيه)
- فاخر فاخر: في دور الريس حسن (رئيس الصيادين)
- محمود المليجي: في دور الدكتور ماهر
- ماري منيب: في دور أمينة (عمة محسن)

بالاشتراك مع: أنور زكي - زكي إبراهيم - ليز ولين (رقص).

## مخرج الفيلم
هو المخرج الفلسطيني محمد صالح الكيالي (1918 - 1977) أخرج فيلمه هذا «بنت الشاطئ» في مصر وفيلماً آخر في سوريا عام 1969 هو «ثلاث عمليات في فلسطين». توفي عن عمر يناهز 59 سنة في حادث سير.

## أغاني الفيلم
كلمات الأغـاني: مصطفى عبد الرحمن - إبراهيم عاكف
الألحان: محمود الشريف - حسين جنيد - علي إسماعيل
- أغنية الصيادين (هيلا هيلا هيلا هوب): شاديه - علي إسماعيل[13]
- أغنية «أنا كنت فين وصبحت فين»: شاديه[14]
- أغنية «غنى واسعدنى غنى يا قلبى»: شادية
- أغنية «مدام بعادى يهني قلبك هبعد»: شادية [13]

## روابط خارجية
- مقالات تستعمل روابط فنية بلا صلة مع ويكي بيانات
- بنت الشاطئ على الدهليز
- بنت الشاطئ على كاروهات